# Usine Stellantis de Vigo
L'usine Stellantis de Vigo (ex-usine PSA de Vigo) est un site industriel créé en 1958 par Citroën. Son nom officiel est Centro de Vigo.
Implantée en Espagne à Vigo dans la province de Pontevedra, l'usine est une entreprise importante de la région, derrière le groupe mondial de la confection textile Inditex basé à La Corogne. Il représente au début des années 2020 un cinquième des exportations totales de la Galice.

## Historique
L'usine a commencé par produire des 2 CV fourgonnette et de nombreux modèles Citroën, bien avant l'ère PSA. À partir du rachat de Citroën, elle commence à fabriquer également des Peugeot dès 1977.
Sur 66 hectares, le centre comprend des unités d'emboutissage, de ferrage, de peinture et de montage.
En 2005, l'usine a produit 422 950 véhicules (1 900 unités par jour) et 46 410 collections CKD. Ce chiffre monte à 497 000 en 2020.
En 2007, la production totale, soutenue par le succès de la seconde génération de Picasso, a atteint 547 000 unités. Les 2 300 véhicules journaliers sont produits par 3 équipes, la première ligne produisant les Berlingo et Partner (1 035 véhicules par jour), la seconde les Grand C4 Picasso et C4 Picasso (925 véhicules par jour) ainsi que les Xsara Picasso (340 véhicules par jour) jusqu'en septembre 2010. Il faut y ajouter 58 600 véhicules CKD en 2007 assemblés au Maroc et en Turquie. L'usine s'est modernisée pour accueillir la seconde génération de C4 Picasso et des Citroën Berlingo/Peugeot Partner.
Le 15 juillet 2008, le site a fêté ses 50 ans en présence de Thierry Peugeot et du roi Juan Carlos.
L'usine de Vigo, qui a produit 384 900 véhicules en 2009, s'est vu attribuer la production des berlines low-cost de PSA Peugeot 301 et Citroën C-Elysée .
En 2018, PSA annonce l'arrivée des nouveaux Berlingo III / Peugeot Partner III - Rifter, dits "K9".
Depuis 2018, dans le cadre de l'intégration d'Opel/Vauxhall au groupe PSA, l'usine accueille la fabrication des Opel/Vauxhall Combo Cargo et Combo Life.
Depuis 2019, dans le cadre d'un accord initié avec SEVEL Nord entre PSA et Toyota, l'usine de Vigo prend en charge la fabrication des nouveaux Toyota ProAce City et ProAce City Verso.  
En 2019, le site commence à produire le Peugeot 2008 II.  
En 2022, le site lance la production des nouveaux Fiat Doblo III.  

## Modèles construits

### Citroën
- Citroën 2CV (2CV de 1959 à 1984, 280 459 exemplaires produits), 2CV Sahara (1964, 85 exemplaires) et 2CV fourgonnette (AZU de 1958 à 1978, 106 005 exemplaires ; AK de 1967 à 1978, 196 037 exemplaires)
- Citroën Dynam I
- Citroën Dynam II (de 1967 à 1977, 101 132 exemplaires pour les deux générations)
- Citroën Dyane 6 (de 1968 à 1983, 233 104 exemplaires)
- Citroën Méhari (de 1969 à 1980,  12 429 exemplaires)
- Citroën GS et GSA (de 1971 à 1986, 385 755 exemplaires)
- Citroën CX (de 1976 à 1980, 17 199 exemplaires)
- Citroën Acadiane (AYU de 1977 à 1987, 249 321 exemplaires)
- Citroën Visa (de 1981 à 1987, 231 905 exemplaires)
- Citroën BX (de 1983 à 1992, 222 325 exemplaires)
- Citroën C15 et C15 First (de 1984 à 2005, 1 181 407 exemplaires)
- Citroën AX (de 1986 à 1997, 812 951 exemplaires)[10]
- Citroën ZX 5 portes (de 1991 à 1997, 291 187 exemplaires) et 3 portes (de 1992 à 1997, 226 297 exemplaires)
- Citroën Berlingo I et Berlingo First (VU et VP, 1 521 024 exemplaires)
- Citroën Xsara 3 portes (de 1997 à 2000, 122 951 exemplaires) et 5 portes (de 1997 à 1999, 124 754 exemplaires)
- Citroën Xsara Picasso (de 1999 à 2010, 1 531 816 exemplaires)
- Citroën C4 Picasso I (de 2006 à 2013, 452 446 exemplaires) et Grand C4 Picasso I (de 2006 à 2013, 474 483 exemplaires)
- Citroën Berlingo II (VU et Multispace, de 2007 à 2018, 1 141 739 exemplaires)
- Citroën C-Elysée (depuis 2012, 196 679 exemplaires à fin 2019)
- Citroën C4 Picasso II, C4 SpaceTourer (depuis 2013, 293 532 exemplaires à fin 2019) et Grand C4 Picasso II, Grand C4 SpaceTourer (depuis 2013, 284 033 exemplaires à fin 2019)
- Citroën Berlingo III et ë-Berlingo (Van et VP, depuis 2018, 149 882 exemplaires à fin 2019)

### Peugeot
- Peugeot 504 (de 1977 à 1980, 53 323 exemplaires)
- Peugeot 505 (de 1980 à 1987, 146 216 exemplaires)
- Peugeot Partner I, Partner Origin et Ranch I (VU et VP, de 1996 à 2008, 1 048 579 exemplaires)
- Peugeot Partner II (VU et Tepee, de 2007 à 2018, 1 017 159 exemplaires)
- Peugeot 301 (depuis 2012, 232 094 exemplaires à fin 2019)
- Peugeot Partner III, e-Partner, Rifter et e-Rifter (depuis 2018, 162 037 exemplaires à fin 2019)
- Peugeot 2008 II et e-2008 (depuis 2019, 22 700 exemplaires à fin 2019)

### Opel/Vauxhall
- Opel/Vauxhall Combo Cargo, Combo-e Cargo, Combo Life et Combo-e Life (depuis 2018, 17 709 exemplaires à fin 2019)

### Toyota
- Toyota ProAce City, ProAce City Electric, ProAce City Verso et ProAce City Verso Electric (depuis 2019, 505 exemplaires à fin 2019)[2]